# Julius Beinortas
Julius Beinortas (* 11. Februar 1943 in Kačiuškiai, Rajongemeinde Radviliškis; † 13. Februar 2019) war ein litauischer Politiker und Ingenieur.

## Leben
Nach dem Abitur 1959 an der Mittelschule Grinkiškis absolvierte er 1965 das Studium am Kauno politechnikos institutas und wurde Ingenieur und Technologe. 1968 studierte er in Friazin (Russland) am Ministerium für Elektronikindustrie.
Von 1990 bis 1992, 1996–2000 und 1992–1996 war er Mitglied im Seimas. Von 2000 bis 2002 arbeitete er am Sozialministerium Litauens. Ab 2003 war er Mitglied im Rat der Stadtgemeinde Panevėžys.

## Quelle
- Biografie

| Personendaten    | Personendaten                                 |
| ---------------- | --------------------------------------------- |
| NAME             | Beinortas, Julius                             |
| KURZBESCHREIBUNG | litauischer Politiker (Seimas) und Ingenieur  |
| GEBURTSDATUM     | 11. Februar 1943                              |
| GEBURTSORT       | Kačiuškiai, Rajon Radviliškis, Litauische SSR |
| STERBEDATUM      | 13. Februar 2019                              |